# Fidena brachycephala
Fidena brachycephala är en tvåvingeart som beskrevs av Krober 1931. Fidena brachycephala ingår i släktet Fidena och familjen bromsar. Inga underarter finns listade i Catalogue of Life.